# Sent Ginièis de Varençal
Sent Ginièis de Varençal (en francès Saint-Geniès-de-Varensal) és un municipi occità del Llenguadoc, de la regió d'Occitània, al departament de l'Erau.

## Demografia

Població 1962-2008